# دانيال بيرسون (دراج)
دانيال بيرسون (بالإنجليزية: Daniel Pearson)‏ هو دراج بريطاني، ولد في 26 فبراير 1994 في كارديف في المملكة المتحدة.

## وصلات خارجية
- دانييل بيرسون على موقع الاتحاد الدولي للدراجات (الإنجليزية)
- دانييل بيرسون على موقع أرشيف الدراجات (الإنجليزية)
- دانييل بيرسون على موقع إحصائيات الدراجات الإحترافية (الإنجليزية)
- دانييل بيرسون على موقع نسبة الدراجات (الإنجليزية)